# Franciszek Dzianotti
Franciszek Dzianotti (ur. 23 lutego 1731 zm. 1795) – kupiec, ławnik sądu miejskiego,  od 1760 rajca krakowski od 1774 do 1791 pełnił funkcję burmistrza Krakowa. Syn Jakuba Tomasza i Marianny z Torianich.
Właściciel kamienicy w Rynku u wylotu Grodzkiej, nabytej w 1768  roku. Była to jedna z najwspanialszych kamienic, używana do przyjmowania gości cudzoziemskich,  gdy zabrakło  dla nich miejsca na Wawelu. Poza tym posiadał on drugą kamienicę w biskupiej jurydyce na Kleparzu. Druga żona Barbara z Bartschów wniosła mu duży posag i powiększenie jego wpływów  w mieście.
Prawdopodobnie przekazał wspólnie z  tercjanem i zakrystianem z kaplicy Św. Jana Chrzciciela u OO. Franciszkanów na potrzeby Insurekcji kościuszkowskiej srebro zgromadzone w tej kaplicy, o czym ma świadczyć kwit z 10 maja 1794 roku dołączony do księgi konfraterni włoskiej.
Po 17 marca 1792 roku jako radny brał udział w pracach przygotowawczych przy założeniu Cmentarza Rakowickiego. Wraz z radnym Walentym Bartschem i księdzem Mikołajem Wybranowskim, oficjałem diecezji krakowskiej, ustalał kwestię położenia tejże nekropolii. 
24 marca 1794 był świadkiem przysięgi Tadeusza Kościuszki. 
Dwukrotnie żonaty: pierwszą żoną była  Teresa z Soldadinich, córka Pawła, zaś drugą Barbara z Bartschów, córka Józefa i Joanny de Chedeville, która w 1809 wspomagała stronę polską w wojnie prowadzonej przez Księstwo Warszawskie z Austrią.

Zmarł prawdopodobnie w wyniku panującej w tym czasie w Krakowie epidemii